# DeSoto (Teksas)
DeSoto – miasto w Stanach Zjednoczonych, w stanie Teksas, w hrabstwie Dallas. Jest przedmieściem aglomeracji Dallas. Według spisu w 2020 roku liczy 56,1 tys. mieszkańców.
W 2020 roku 67,5% populacji to osoby czarnoskóre lub Afroamerykanie, co jest kilkukrotnie powyżej średniej Teksasu i obszaru metropolitalnego Dallas.